# Max Grünbeck
Max Grünbeck (* 18. Februar 1907 in Stuttgart-Cannstatt; † 29. Februar 1984 in Friedrichshafen) war ein deutscher Diplomat in der Zeit des Nationalsozialismus und Politiker in der Bundesrepublik. Er war Bürgermeister und Oberbürgermeister der Stadt Friedrichshafen.

## Leben
Nach seinem Abitur am Gottlieb-Daimler-Gymnasium 1926 studierte er an der Universität München und legte 1930 die Prüfung zum Diplomvolkswirt ab. 1934 erlangte er mit seiner Dissertation über die Presse Großbritanniens den Doktortitel. Während seiner Beschäftigung in der Pressestelle für Außenhandel des Auswärtigen Amtes schrieb er ein Sammelwerk über Das Devisenrecht der Welt. Nach seiner erfolgreichen Karriere in der Handelspolitischen Abteilung wurde er zum Leiter des Gesamtreferats Wirtschaft und Finanzen ernannt und schließlich in den diplomatischen Dienst versetzt. Seit dem 1. September 1933 war er Mitglied der SS, ab April 1935 stand er im Rang eines Unterscharführers. Nach Lockerung der Mitglieder-Aufnahmesperre der NSDAP beantragte er am 23. Mai 1937 die Aufnahme in die NSDAP und wurde rückwirkend zum 1. Mai desselben Jahres aufgenommen (Mitgliedsnummer 4.357.529). Er wurde vor der Spruchkammer München als "Entlasteter" eingestuft, durch sein Entnazifizierungsverfahren ziehen sich allerdings einige Ungereimtheiten, seine propagandistischen Schriften im Rahmen seiner Funktion als Mitarbeiter des Auswärtigen Amtes blieben unbekannt, er profitierte zudem von "Persilscheinen", u. a. Hans Kapfingers.
Der spätere Bundeskanzler Kurt Georg Kiesinger, der mit Grünbeck im Auswärtigen Amt tätig gewesen war, schlug Grünbeck der Friedrichshafener CDU als Kandidaten für die Bürgermeisterwahl am 5. Dezember 1948 vor. Doch da der amtierende Bürgermeister Mauch selbst nochmals kandidieren wollte, wurde Grünbeck durch die Freie Wählervereinigung nominiert. Bei der Wahl schließlich erhielt er einen Stimmenanteil von 72,34 %, Mauch dagegen nur 17,04 %, der SPD-Kandidat Reinhold Hoffmann sogar nur 10,62 %. Doch die Einsetzung verzögerte sich aufgrund eines Einspruches der französischen Besatzer bis zum 13. Januar 1949. 1951 wurde er zusammen mit der Erhebung Friedrichshafens zur kreisunmittelbaren Stadt zum Oberbürgermeister. Neben seinem Bürgermeisteramt hatte er noch zahlreiche weitere Aufgaben zu betreuen. Da die Stadt durch die Übertragung der Zeppelin-Stiftung in die Industriebetriebe investiert hatte, war der Bürgermeister zugleich Aufsichtsratsvorsitzender dieser Unternehmen. Zusätzlich war er Stellvertretender Vorsitzender des Kreistags des Kreises Tettnang und später auch des Bodenseekreises, den Grünbeck mitinitiiert hatte. Außerdem war er Mitglied einiger regionaler Planungsgremien der Bereiche Bodensee, Oberschwaben und Allgäu. 1977 trat Max Grünbeck nach seiner 28 Jahre dauernden Amtsperiode zurück. Sein Nachfolger wurde der CDU-Kandidat Martin Herzog.

## Wirken
Grünbecks erste wichtige Aufgabe als Bürgermeister war die Enttrümmerung des im Zweiten Weltkrieg zerbombten Friedrichshafen. Besonders betroffen war die Altstadt. Außerdem mussten öffentliche Einrichtungen und vor allem Wohngebäude geschaffen werden, da die Bevölkerungszahl in den Nachkriegsjahren rapide zunahm. Er war mitbeteiligt an der Wiederbelebung der Fasnet, deren erster Umzug im Februar 1949 stattfand und an der Schaffung des Seehasenfestes. 1950 fand die erste Internationale Bodensee-Messe (IBO) statt. Ein weiteres großes Anliegen Grünbecks war die Errichtung von Bildungseinrichtungen (Schreienesch-Schule 1954, Ludwig-Dürr-Schule 1954, Berufsschule 1957). Ein großer Schritt des Wiederaufbaus war die Errichtung des neuen Rathauses nach Plänen von Wilhelm Tiedje und Ludwig Hilmar Kresse, die Sieger des 1953 ausgeschriebenen Wettbewerbs geworden waren.
Weiterhin war Grünbeck mitverantwortlich für den Abschluss der Städtepartnerschaften mit Sarajewo (Bosnien-Herzegowina) 1972, mit Saint-Dié (Frankreich) 1973 und mit Peoria (Illinois, USA) 1975. Während seiner Amtszeit kam es immer wieder zu Streitigkeiten um das Vermögen der Zeppelin-Stiftung. Besonders Hugo Eckener, Karl Maybach und Claude Dornier protestierten 1950 gegen die Übertragung des Vermögens auf die Stadt und verzichteten daher kurzzeitig auf die Ehrenbürgerrechte. 1952 wurde ein Historischer Kompromiss geschlossen, woraufhin Eckener, Maybach und Dornier ihre Rechte wieder annahmen.

## Ehrungen
- Großes Bundesverdienstkreuz (13. September 1956)[3]
- Ehrenmitgliedschaft des Vereins für Geschichte des Bodensees und seiner Umgebung (7. September 1969)[4]
- Ehrensenator der Eberhard Karls Universität Tübingen (1972)
- Bayerischer Verdienstorden (1974)
- Orden der Jugoslawischen Fahne mit Goldenem Stern (1978)
- Verdienstmedaille des Landes Baden-Württemberg
- Lorenz-Werthmann-Medaille der Caritas (1979)
- Bürgermedaille der Stadt Passau (1981)

## Ehrenbürger
- Friedrichshafen
- Grubweg
- São Caetano do Sul
- Wichita (Kansas)
- Peoria (Illinois), einer der Partnerstädte Friedrichshafens
- Max-Grünbeck-Haus in Friedrichshafen (Bodenseebibliothek, Stadtarchiv)

## Schriften
- Die Presse Großbritanniens : Ihr geistiger u. wirtschaftl. Aufbau : Bd 1. Geschichte u. allg. Gegenwartsstruktur d. brit. Presse ; 2. Gruppenbildung im modernen brit. Zeitungswesen. Leipzig : Noske, 1936 München, Staatswirtsch. Diss., 1936